# 衡水市滏阳中学
衡水市滏阳中学（英語：Fuyang High School, Hengshui，简称滏阳中学、滏中），是一所位于中国河北省衡水市桃城区的高级中学，以流经附近的滏阳河命名。滏阳中学是河北衡水中学建立的公办民助学校，在实际管理中属于衡水中学的一部分，在衡中内称为东区。滏阳中学主要招收本地、外地自费生和复读生。

## 校园
滏阳中学(衡水中学东区)位于衡水市桃城区程富路6号，与衡水精神病院相邻，西距京衡大街约200米，距西区校园约1000米，占地约150亩。校园主要建筑物有教学楼一栋和学生公寓楼两栋。另有图书馆、办公楼、餐厅、运动场等。衡水市桃城区京衡南大街831号衡水市第八中学原校址也属于滏阳中学。其校园与衡水中学本部校园（西区）连通，除教室、宿舍在八中校园内，就餐、体育课等需在西区进行。

## 历史
1999年河北衡水中学成立位于其校内的衡水市滏阳中学。2006年滏阳中学转移到原平原中学的新校址。2009年衡水市第八中学搬迁，其原校址衡水市桃城区京衡南大街831号由滏阳中学使用。